# Dood van Savannah Dekker en Romy Nieuwburg
De dood van Savannah Dekker en Romy Nieuwburg waren gebeurtenissen die Nederland begin juni 2017 schokten. De 14-jarige meisjes woonden relatief gezien bij elkaar in de buurt (respectievelijk Bunschoten en Hoevelaken) en raakten plotseling vermist. Het zorgde voor een onveilig gevoel in de regio, dat werd versterkt toen hun lichamen werden ontdekt. De zaken bleken niet gerelateerd: de meiden waren toevalligerwijs beiden vermoord door leeftijdsgenoten. De daders werden gearresteerd.

## Zaak-Savannah Dekker
Savannah Dekker (14 december 2002) woonde met haar familie in Bunschoten en zat in de tweede klas van het Oostwende College toen ze verdween. Ze vertrok op donderdag 1 juni 2017 rond 15.00 uur van huis. Ze had met vriendinnen afgesproken bij een parkje, maar kwam nooit aan en kwam 's avonds ook niet thuis. Haar moeder plaatste in de avond een wanhopige oproep. Haar fiets werd de volgende dag gevonden in Hoogland, maar van Savannah was nog geen spoor. Ondertussen werd wel het lichaam gevonden van een ander 14-jarig meisje, Romy, waardoor de onrust verder toenam. Er werd gevreesd voor een kinderlokker.
Een voorbijganger vond op zondag 4 juni 2017 het lichaam van Savannah in een sloot bij een bedrijventerrein in Bunschoten. Al snel bleek dat ze door een misdrijf om het leven was gekomen. Een verdachte kwam ook al gauw in beeld: de politie arresteerde in de nacht van zondag 4 op maandag 5 juni 2017 een 16-jarige jongen uit Den Bosch. Ze kende hem via sociale media. Op de dag dat ze verdween had ze een drankje gedronken met hem. Er werd aanvankelijk gedacht dat ze zich met hem schuilhield.
Hoewel er een verdachte was aangehouden, was lang onduidelijk wat er met Savannah was gebeurd. De jongen bleef zwijgen en het Nederlands Forensisch Instituut kon de doodsoorzaak niet achterhalen. Bij zijn uiteindelijke veroordeling legde de rechter uit wat er vermoedelijk aan het misdrijf vooraf was gegaan. De zestienjarige was verliefd geworden op Savannah, maar hij voelde zich in zijn eer aangetast toen ze tijdens hun ontmoeting flirterige berichten stuurde naar een andere jongen. Moord kon niet worden bewezen, maar de dader kreeg wel de hoogst mogelijke straf voor iemand van zijn leeftijd: twee jaar jeugdgevangenis met jeugd-tbs.

## Zaak-Romy Nieuwburg
Romy Nieuwburg (11 april 2003) woonde met haar familie in Hoevelaken en zat op de J. H. Donnerschool in De Glind. Ze vertrok op vrijdag 2 juni 2017 in de middag van school en fietste naar huis. Ze kwam daar echter nooit aan. Een wandelaar die de hond uitliet, vond het lichaam van Romy in een sloot langs de Emelaarseweg in Achterveld. Ze was toen nog niet als vermist opgegeven, wel werd er massaal gezocht naar de 14-jarige Savannah uit Bunschoten die een dag eerder was verdwenen. Een schokgolf ontstond.
Er werd in de nacht van zondag 4 op maandag 5 juni 2017 een 14-jarige jongen uit Lunteren die bij het meisje in de klas zat aangehouden. Hij bekende meteen dat hij Romy had verkracht en vermoord. Hij achtervolgde haar toen ze naar huis ging. Bij een weiland in Achterveld sloeg hij vervolgens toe en misbruikte hij haar. Toen ze verklaarde bij de politie aangifte te zullen doen, wurgde hij haar. De rechter gaf hem de hoogst mogelijke straf voor iemand van zijn leeftijd: één jaar jeugdgevangenis met jeugd-tbs.
De dader bleek onder behandeling te hebben gestaan bij een instelling voor forensische en psychologische zorg, omdat hij op 13-jarige leeftijd iemand had aangerand. De politie stelde een onderzoek in naar die instelling om te achterhalen of er fouten waren gemaakt. Eenzelfde soort onderzoek werd ingesteld naar de school waarop hij zat. In mei 2024 werd bekend dat de PIJ-maatregel van de dader wordt omgezet in tbs.

## Nasleep
De ouders van Savannah en Romy, en die van de eveneens door een tiener vermoorde Nick Bood (16), pleitten in 2019 voor een verhoging van de jeugdstraffen.